# Rhadamistus
Rhadamistus (Georgisch: რადამისტი, Radamist'i, Armeens: Հռադամիզդ, Hřadamizd) († 58 na Chr.) was de niet erkende koning van Armenië van 51 tot 55 na Chr.

## Biografie
Rhadamistus was de zoon van de Iberische koning Pharasmanes I en was gehuwd met Zenobia, de dochter van zijn oom Mithridates van Armenië. Ambitieus was hij op zoek naar een koninkrijk en in 51 na Chr. vermoordde hij zijn schoonvader.
Door zichzelf tot koning te kronen verbrak hij het broze bestand tussen Romeinen en Parthen over de kwestie Armenië. De Romeinen eisten dat zijn vader, Pharasmanes I, zou ingrijpen , koning Vologases I van Parthië stuurde zijn halfbroer, Tiridates I, als mogelijke troonpretendent. Dit leidde tot een krachtmeting maar nog geen oorlog. Na de moord op keizer Claudius I voelde Vologases I  zich niet meer gebonden aan de vroegere afspraken, dit was het begin van de Romeins-Parthische Oorlog (54-64).
In 55 vluchtte Rhadamistus met zijn zwangere vrouw Zenobia naar Iberië. Omdat het vluchten te zwaar werd, vroeg ze aan haar man om een einde aan haar leven te maken. Rhadamistus stak haar neer met een dolk en wierp haar lichaam in de rivier de Araxes. Zenobia overleefde en werd gered door herders, die haar naar Tiridates stuurden. Tiridates  ontving haar vriendelijk en behandelde haar als een lid van de monarchie. Rhadamistus zelf keerde terug naar Iberië, naar zijn vader Pharasmanes I en werd, zoals de Romeinen hadden geëist, ter dood gebracht.. Kort nadien stierf zijn vader.

### Primaire
- Tacitus' Annalen door Ben Bijnsdorp vertaald in het Nederlands